# Jacqueline Law
Jacqueline Law (Hongkong, 10 oktober 1966 – Singapore, 30 juni 2012) was een Hongkongs actrice. Ze was ook wel bekend onder de namen Low Wai-Kuen en Law Wai-Kuen.
Jacqueline Law was getrouwd met de Singaporese zakenman Liu Chee Ming van 2008 tot haar dood in 2012. Ze stierf op 45-jarige leeftijd aan de gevolgen van alvleesklierkanker.

## Filmografie
- The Story of Hay Bo (1988)
- The Family of Swindler King (1990)
- Today's Hero (1991)
- The Dare Devils (1991)
- Mad Mad Ghost (1992)
- Kidnap of Wong Chak Fai (1993)
- The Tigers - The Legend of Canton (1993)
- Ms Butterfly (1993)
- Remains of a Woman (1993)
- Cohabitation (1993)
- The Wrong Bedfellow (1993)
- Wonder Girlfriend (1993)
- The True Hero (1994)
- Switch-Over (1994)
- The Blazing Trail (1994)
- Lying Hero (1995)
- Heaven Can't Wait (1995)
- Teenage Master (1995)
- A Friend's Wife (1995)
- Enhanced Romance (1995)
- Fallen Couple (1995)
- Lethal Match (1996)
- Bachelor Men (1996)
- To Kiss Is Fatal (1998)
- Pizza Express (1999)
- Two Faces (1999)
- Tsimshatsui Floating Corpse (1999)
- When Beckham Met Owen (2004)
- Magic Kitchen (2004)
- Night and Fog (2009)
- The Fantastic Water Babes (2010)